# Ex juvantibus
Ex juvantibus o ex adiuvantibus è una locuzione latina che si traduce letteralmente con "dai giovamenti".
In medicina si parla di "criterio ex juvantibus" per indicare una diagnosi supportata da un tempo di remissione della patologia in seguito ad un dato trattamento.
Classico esempio è quello delle intolleranze alimentari: eliminare dalla dieta la supposta causa dell'intolleranza permette di fare una diagnosi ex adiuvantibus. Questa potrà poi essere confermata se la reintroduzione dell'alimento coincide con un ritorno della sintomatologia (ex nocentibus).